# Tjutaryd
Tjutaryd är en mindre by i Värnamo kommun, Jönköpings län, belägen norr om Åminne och med den tidigare Skåne-Smålands Järnväg och sjön Vidöstern i öster. Byn består i stort sett av tre gårdar som alltid varit självständiga. 
Tjutaryd är ensamt om sitt namn i Sverige. Namnets efterled -ryd betecknar likt -red, -röd och -rödje ett område där mark brutits eller röjts. 
C. M. Rosenberg beskriver 1883 Tjutaryd i sitt 'Geografiskt-Statistiskt Handlexikon över Sverige': By med såg i Vernamo sn, Östbo hd, Jönköpings län, s. v. om köpingen (Värnamo) vid sjön Vidöstern. 
Byn ligger i ett öppet odlingslandskap som sannolikt var bebyggt redan i forntiden. Här finns ”Tjute stenar”, två drygt meterhöga resta stenar, som möjligen är del av en hällkista, en grav från mellanstenåldern. 

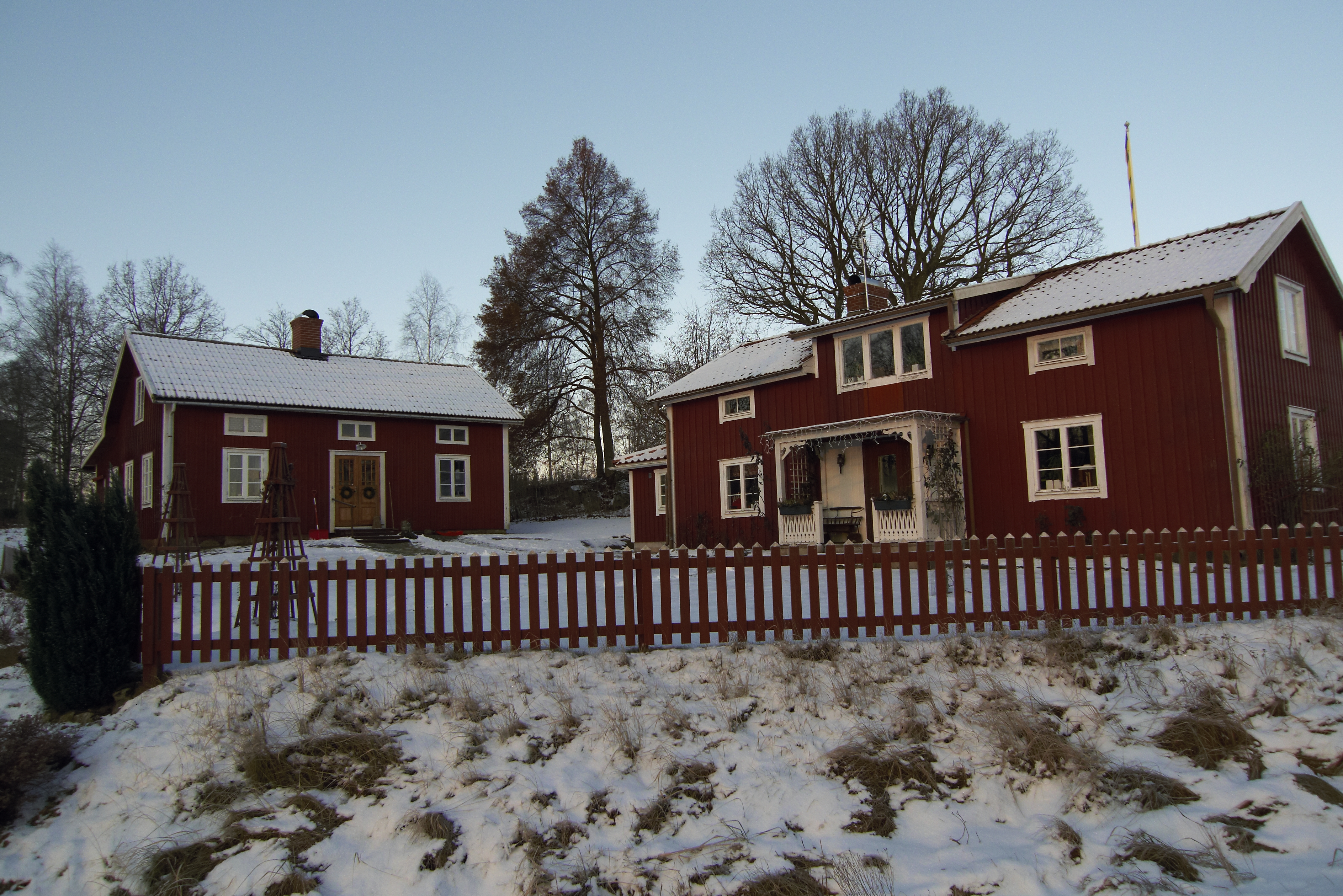
En vinterbild tagen från söder över gårdshusen i Tjutaryd 2:2
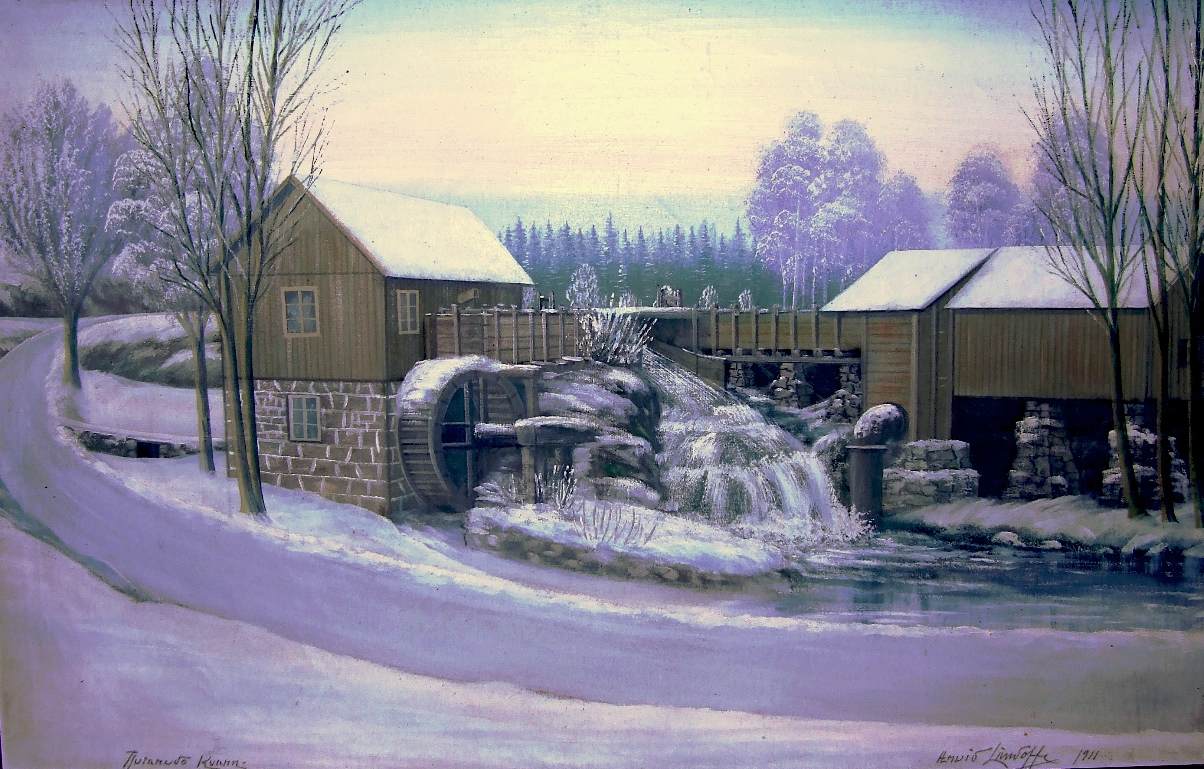
Målning från 1911 av Arvid Lindoff föreställande kvarnen i Tjutaryd

Fallhöjden i den lilla Tjutarydsbäcken utnyttjades tidigt för kvarndrift. Här fanns också den såg, som likt kvarnen tillhörde Tjutarydsgården Tjutaryd 2:2. En målning av Arvid Lindoff från 1911 visar hur anläggningarna såg ut, den förvaras på gården.
De förment "sentida hällristningar" som finns i trakten, är utförda av dess ungdomar med hjälp av hackor lånade från kvarnen. De har registrerats med denna anmärkning, enligt Tjutarydsbon Albert Jonsson (1920-2011), en av de medverkande ristarna. 